# (13259) Bhat
(13259) Bhat est un astéroïde de la ceinture principale.

## Description
(13259) Bhat est un astéroïde de la ceinture principale. Il fut découvert le 17 août 1998 à Socorro (Nouveau-Mexique) par le projet LINEAR. Il présente une orbite caractérisée par un demi-grand axe de 2,35 UA, une excentricité de 0,12 et une inclinaison de 7,3° par rapport à l'écliptique.

## Compléments